# غليندين (كوينزلاند)
غليندين، هي مدينة ريفية في كوينزلاند في أستراليا.
في م 2016 بلغ عدد سكان بلدة غليندين 62 نسمة. ، ويعود سبب قلة عدد سكانها لانتقال العديد منهم إلى مدن مثل بروسيربين التي توفر بيئة أكثر استقرارًا. 